# Malmö–Genarps Järnväg
Malmö–Genarps Järnväg (MGJ) var en normalspårig och 28 kilometer lång enskild järnvägslinje, vilken sträckte sig mellan Malmö och Genarp och korsade Lund–Trelleborgs Järnväg (LTJ) vid Klågerup. Banan öppnades 1894 och lades ned 1948. 

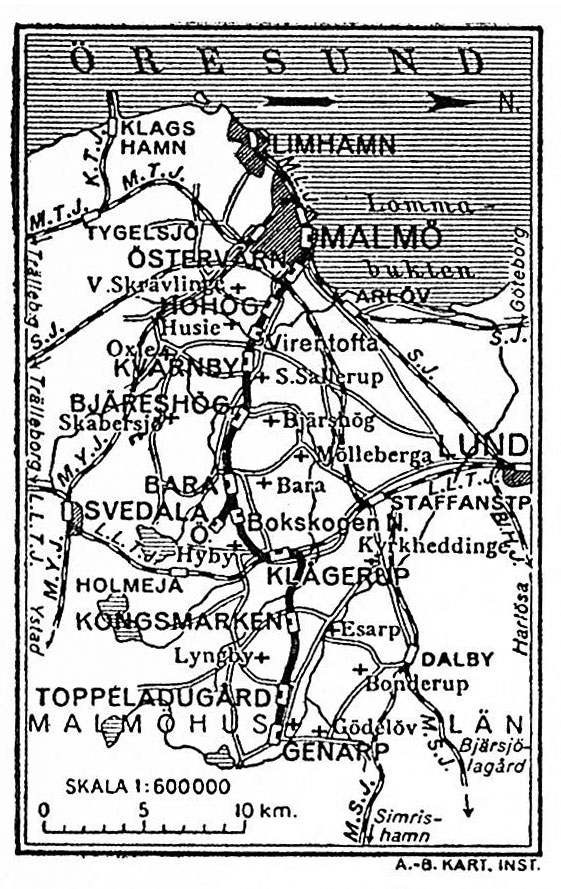
MGJ. Karta 1926.

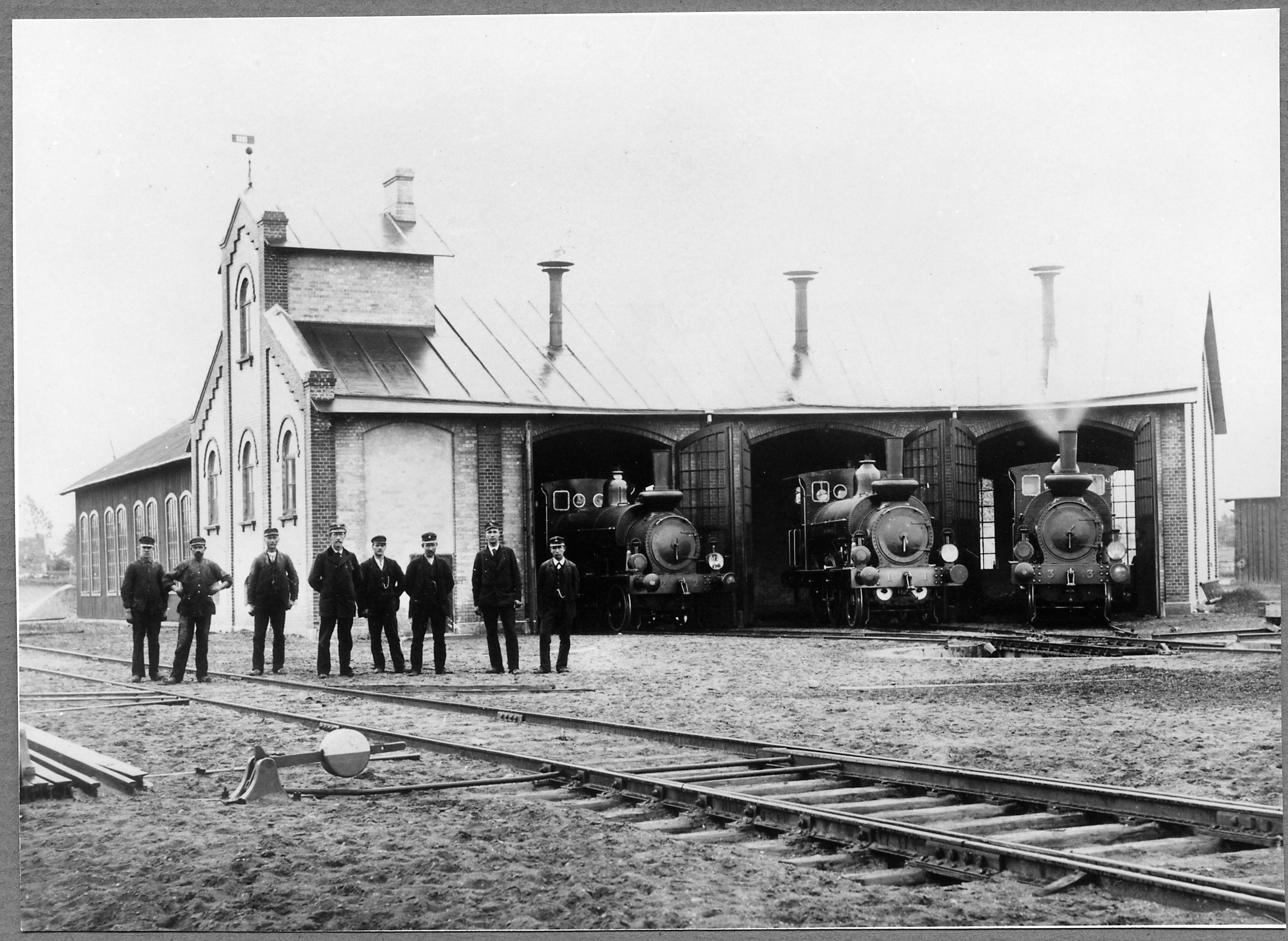
MGJ:s tre lok vid lokstallarna i Genarp år 1900. Från vänster: Genarp (2), A.F. Hörstedt (1) och Qvarnby (3).

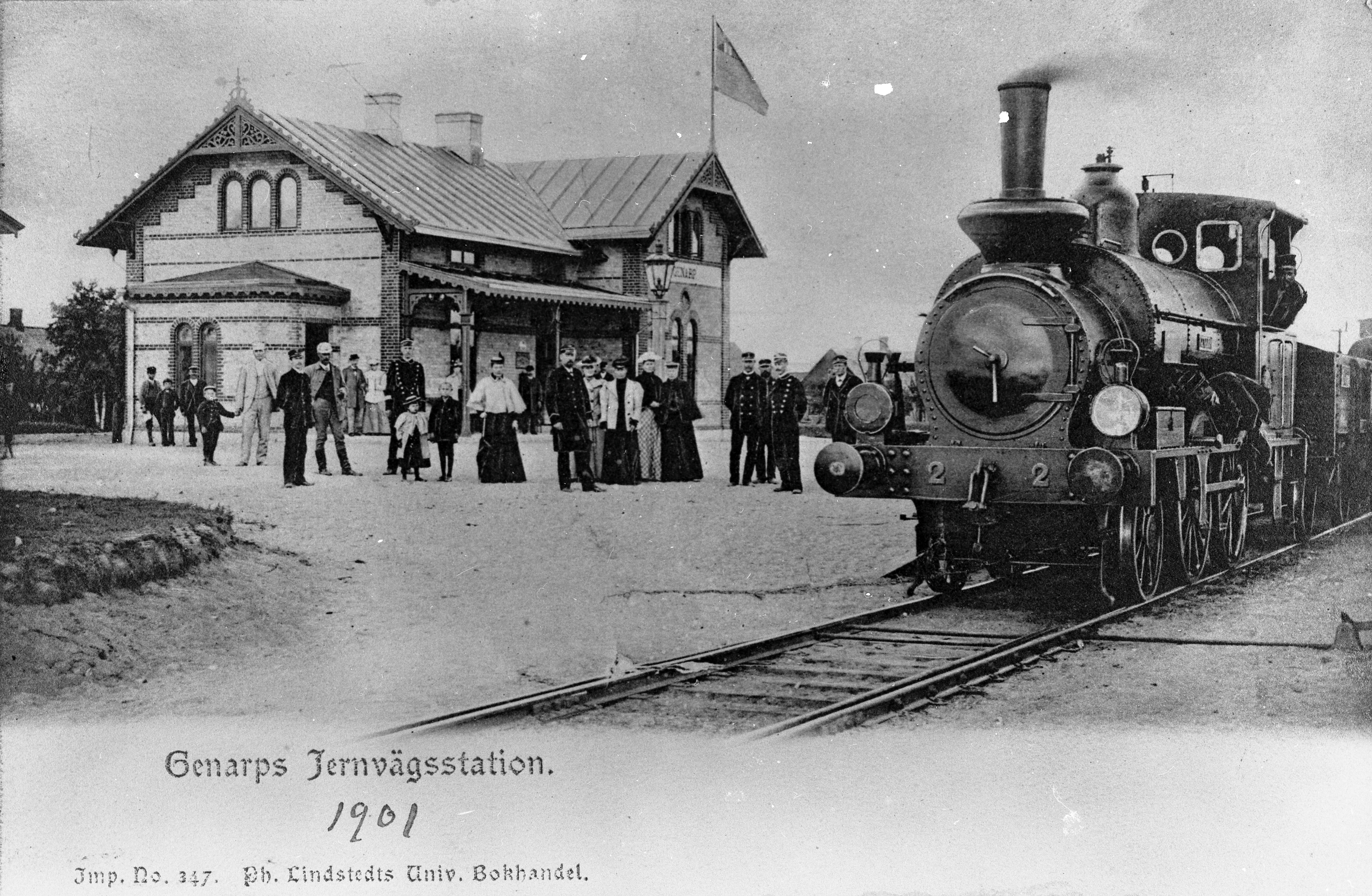
Genarps järnvägsstation har besök av loket med samma namn. Vykort från 1901.

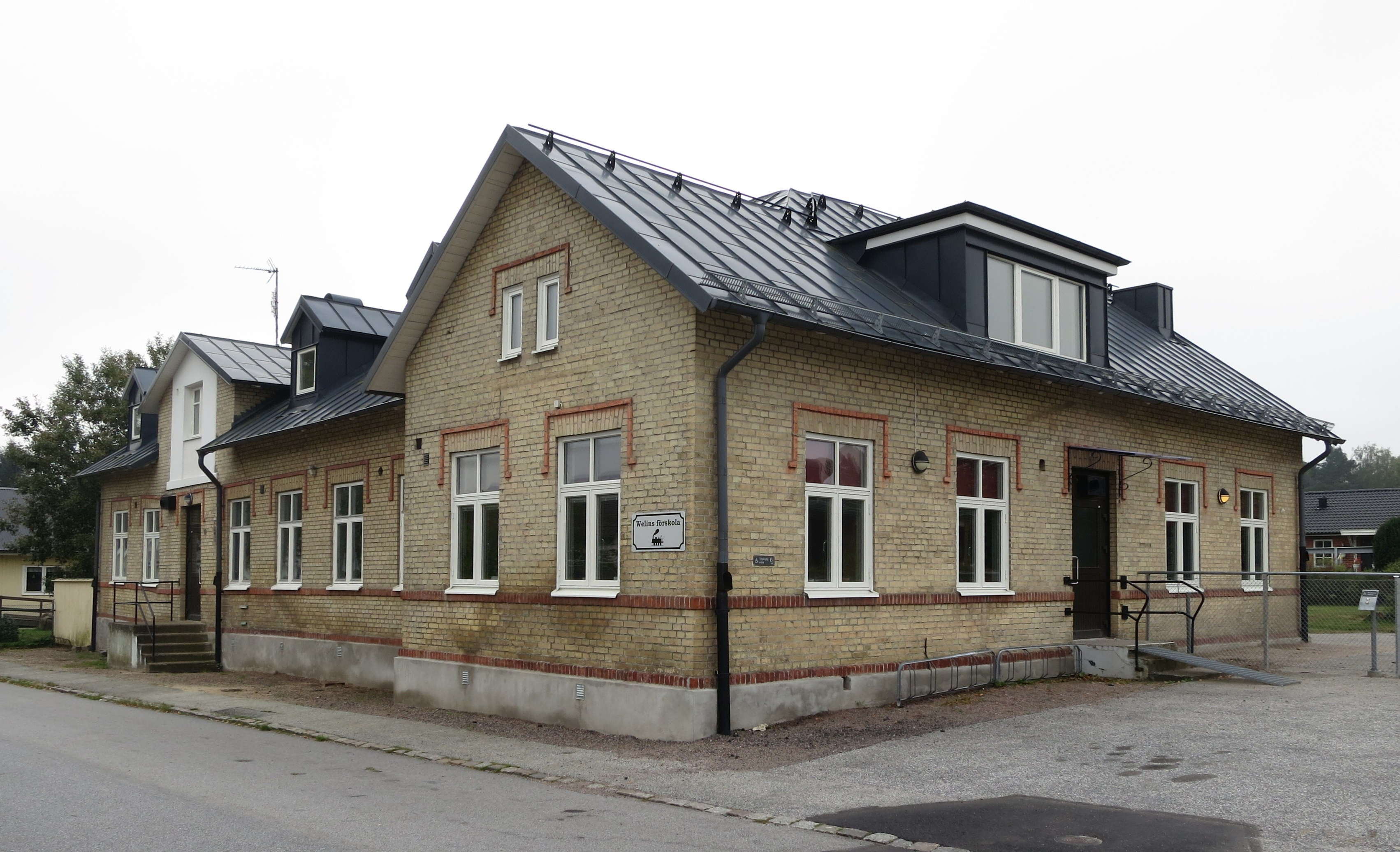
F.d. järnvägshotellet i Genarp är numera förskola.

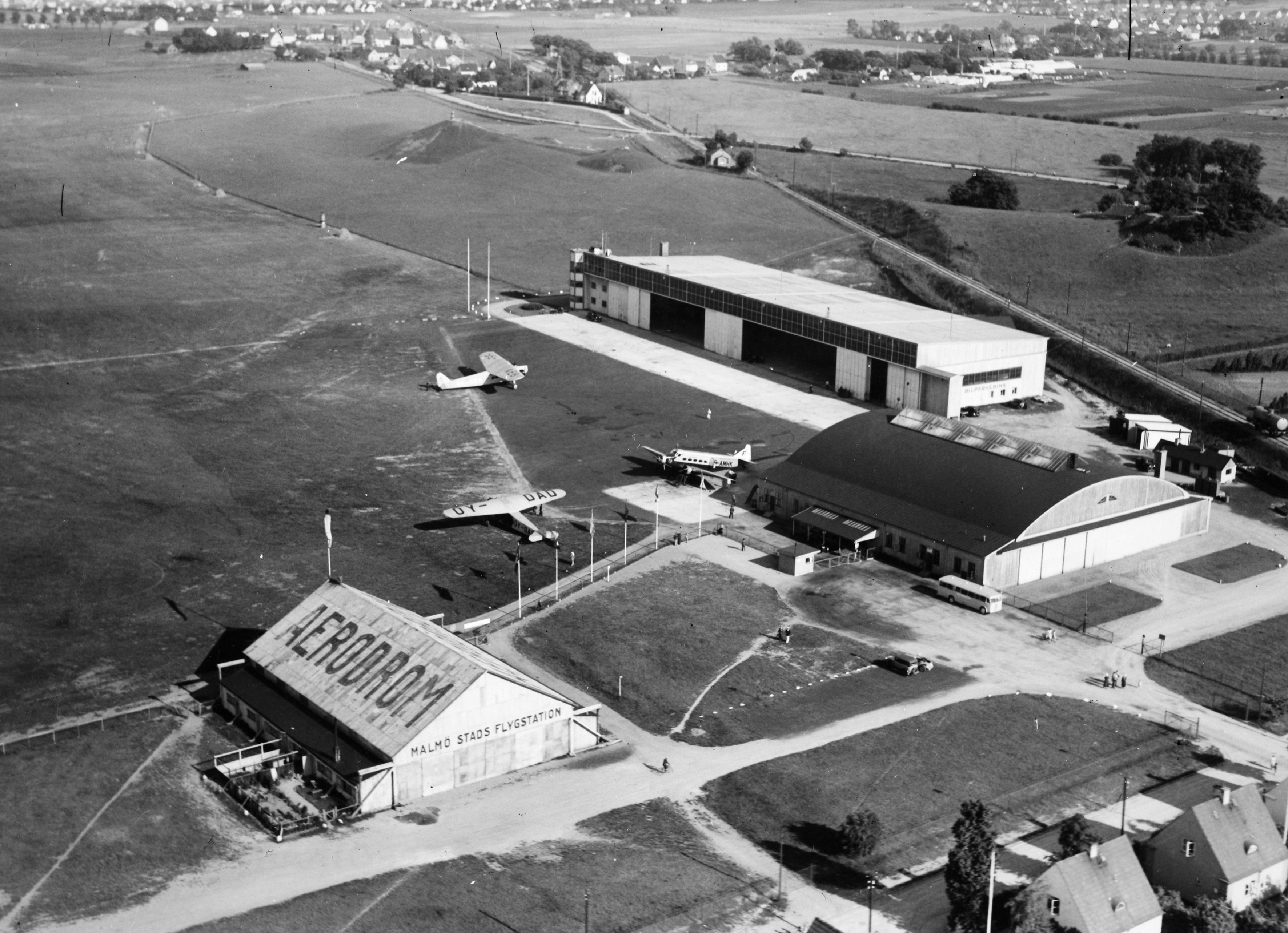
MGJ ses här passera Bulltofta flygplats tre hangarer någon gång på 1930-talet. Spåret går från mitten av högra bildkanten (notera tankvagnen - bensinleverans till flyget) bortåt (österut) i bilden, där det korsar Sallerupsvägen strax innan det når Hohögs station.

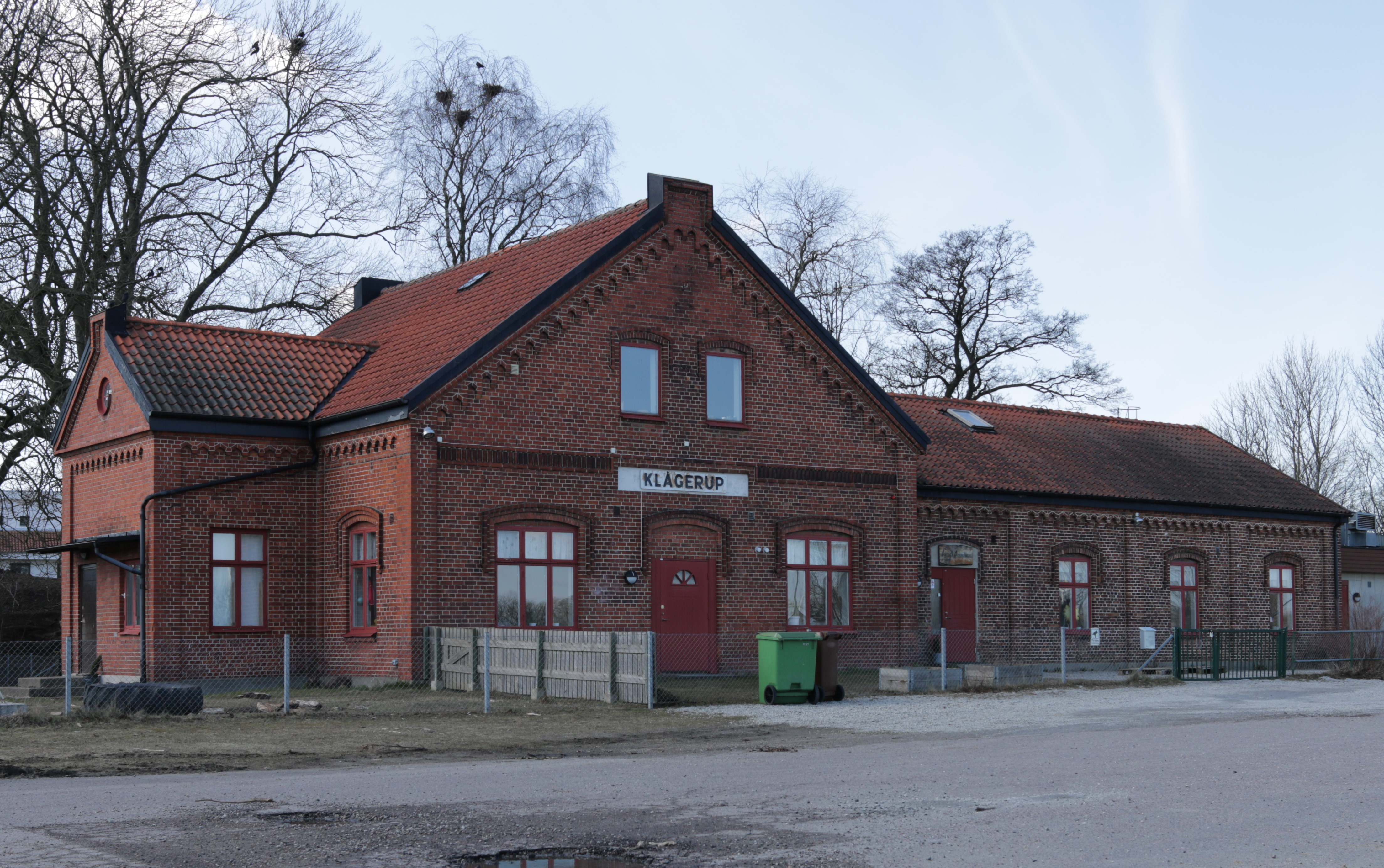
Stationen i Klågerup 2018. Idag förskola.

Efter att koncession för sträckan Östervärn–Genarp beviljats den 26 mars 1892 invigdes MGJ högtidligt den 14 juni 1894 (med mässingsorkester, landshövding Dickson med flera prominenta personer och påföljande festmiddag i Kungsparkens restaurang) och öppnades för allmän trafik dagen efter. I linjen ingick den två kilometer långa sträckan Östervärn – Malmö (lokalstation), vilken tillhörde Malmö–Tomelilla Järnväg (MöToJ), senare Malmö–Simrishamns Järnvägar (MSJ). Ursprungligen diskuterades olika förslag till förlängning av MGJ österut, men detta blev aldrig verklighet, och Genarp förblev därigenom ändstation utan andra anslutande banor. 1903 öppnades ett 1,2 kilometer långt sidospår till Bokskogen, vilket endast trafikerades sommartid.
Banan hade tre sexhjuliga ånglok ("A.F. Hörstedt", "Genarp" och "Qvarnby", senare bara kallade 1, 2 och 3, eller i folkmun "Svanen", "Godstågaren" och "Rullebören"), fem personvagnar och sammanlagt 107 godsvagnar. De tio stationerna var från väster till öster: Malmö lokalstation - Östervärn - Hohög - Kvarnby - Bjärshög - Bara - Klågerup - Kongsmarken - Toppeladugård - Genarp. En hållplats "Bokskogen nedre" fanns vid huvudbanan vid norra änden av järnvägsstumpen till "Bokskogen övre". En hållplats fanns också vid Virentofta fram till 1930-talet. Persontrafiken till Bokskogen under sommaren var omfattande och bara under pingsthelgens två dagar kunde vid vackert väder 15 000 resenärer från Malmö vanligtvis räknas in, vilket ledde till att extratåg fick hyras in från SJ.
Skälet till järnvägens tillkomst var kritbrotten vid Kvarnby och Södra Sallerup och järnvägen utsträcktes till Genarp efter önskemål från godsägare som behövde transportera timmer och ved från sina skogar. En viktig kund var under åren 1902–1938 Klagshamns Cementverk, som hämtade lera till cementtillverkningen från Kongsmarken och även tegelbruket i Bara och bettransporterna på höstarna (cirka 25 000 ton betor/år) bidrog med stora fraktinkomster. På järnvägen levererades även bensin till Bulltofta flygplats och tjära till Mataki i tankvagnar som gick sist i tåget till Genarp och kopplades av vid destinationen (vagnarna hämtades sedan tillbaka av lok från Östervärn eller av ett godståg från Genarp). Lönsamheten var dock dålig så aktiebolaget försattes i konkurs 1929. Under 20-talet lånade bolaget till och med ur personalens pensionskassa som till största del bekostats av personalen själva. Vid konkursen bevakade inte denna fodran och inga pensioner kunde delas ut. Detta bidrog till att många fortsatte jobba långt efter pensioneringen. Stinsen Thulin i Hohög fortsatte jobba tills han var 82 år.
Efter konkursen övertogs driften av Landskrona–Lund–Trelleborgs Järnväg och SJ och 1933 såldes banan på exekutiv auktion till Malmö–Genarps nya järnvägs AB.
Med ökande konkurrens från bilismen, både vad gäller transport av såväl personer som gods, samtidigt med att verksamheten i Klagshamn upphörde, ansökte bolaget 1939 om att lägga ned trafiken på grund av allt större lönsamhetsproblem. Den dåliga lönsamheten medförde dock att staten inte var intresserad av att ta över banan, trots beslut om allmänt järnvägsförstatligande. På grund av andra världskrigets utbrott fick dock bolaget inte tillstånd att lägga ned trafiken, men banan klarade sig genom ett uppsving på grund av bensinransoneringen. Trafiken till Bokskogen nedlades för gott i september 1947 och sista tåget på huvudbanan lämnade Malmö klockan 20:25 den 8 maj 1948. Den 20 september 1948 började arbetet med att riva upp rälsen och arbetet var klart i januari året därpå. Loket A.F. Hörstedt såldes till Jularbo–Månsbo Järnväg och finns sedan 1977 bevarat på Kristianstads järnvägsmuseum, medan de båda övriga såldes till skrot.
Singelgatan, Genarpsgatan, Pärongatan och Hohögsgatan i Malmö går till stor del på den forna banvallen från Östervärns station till Husie och sedan 1973 går även cykelstigen från Husie till Bara på densamma.